# Coperonus gracilis
Coperonus gracilis är en kräftdjursart som beskrevs av Brandt 1992. Coperonus gracilis ingår i släktet Coperonus och familjen Munnopsidae. Inga underarter finns listade i Catalogue of Life.